# Lina Tsjerjazova
Lina Anatoljevna Tsjerjazova (Russisch: Лина Анатольевна Черязова) (Tasjkent, 1 november 1968 – Novosibirsk, 23 maart 2019) was een freestyleskiester uit Oezbekistan. 

## Loopbaan
Ze vertegenwoordigde haar vaderland op de Olympische Winterspelen 1994 in Lillehammer en de Olympische Winterspelen 1998 in Nagano. Ook nam ze deel aan het demonstratie onderdeel aerials tijdens de Olympische Winterspelen 1992 in Albertville, hierbij vielen geen olympische medailles te behalen.
In de zomer van 1994 liep Tsjerjazova een hoofdletsel op tijdens een training. Na een jaar van herstel keerde ze weer terug in de topsport, maar bereikte haar hoge niveau niet meer. Nadat ze nogmaals een blessure opliep tijdens de Olympische Winterspelen in 1998 beëindigde ze haar topsportcarrière.
Nadien was Tsjerjazova coach freestyleski in Rusland.
Tsjerjazova was tot haar overlijden de enige sporter uit Oezbekistan die een medaille heeft behaald op een Olympische Winterspelen.

## Resultaten

### Olympische Winterspelen
| Jaar | Plaats      | Resultaten  |
| ---- | ----------- | ----------- |
| 1992 | Albertville | 5e Aerials# |
| 1994 | Lillehammer | Aerials     |
| 1998 | Nagano      | 13e Aerials |

# Demonstratie onderdeel waarbij geen olympische medailles werden toegekend.

### Wereldkampioenschappen
| Jaar | Plaats                | Resultaten  |
| ---- | --------------------- | ----------- |
| 1991 | Lake Placid           | 10e Aerials |
| 1993 | Altenmarkt-Zauchensee | Aerials     |

### Wereldbeker
Eindklasseringen
| Seizoen   | Algemeen         | Aerials           |
| --------- | ---------------- | ----------------- |
| 1989/1990 | 39e 3,00 punten  | 11e 19,00 punten  |
| 1990/1991 | 33e 4,00 punten  | 10e 39,00 punten  |
| 1991/1992 | 27e 5,00 punten  | 10e 41,00 punten  |
| 1992/1993 | 7e 100,00 punten | · 600,00 punten   |
| 1993/1994 | 7e 99,00 punten  | · 792,00 punten   |
| 1995/1996 | 52e 39,00 punten | 17e 348,00 punten |
| 1997/1998 | 92e 11,00 punten | 36e 64,00 punten  |

Wereldbekerzeges
| Datum            | Plaats       | Onderdeel |
| ---------------- | ------------ | --------- |
| 2 februari 1992  | Oberjoch     | Aerials   |
| 18 december 1992 | Piancavallo  | Aerials   |
| 17 januari 1993  | Breckenridge | Aerials   |
| 23 januari 1993  | Lake Placid  | Aerials   |
| 31 januari 1993  | Le Relais    | Aerials   |
| 26 februari 1993 | La Plagne    | Aerials   |
| 28 maart 1993    | Lillehammer  | Aerials   |
| 12 december 1993 | Tignes       | Aerials   |
| 16 januari 1994  | Breckenridge | Aerials   |
| 22 januari 1994  | Lake Placid  | Aerials   |
| 30 januari 1994  | Le Relais    | Aerials   |
| 4 februari 1994  | La Clusaz    | Aerials   |
| 9 februari 1994  | Hundfjället  | Aerials   |